# Фонтана д'Еболи (Потенца)
Фонтана д'Еболи (итал. Fontana d'Eboli) је насеље у Италији у округу Потенца, региону Базиликата.
Према процени из 2011. у насељу је живело 38 становника. Насеље се налази на надморској висини од 898 м.